# 真里谷信勝
真里谷 信勝（まりやつ のぶかつ）は、戦国時代の武将。別名は信嗣。通称は八郎五郎。法号は全舜、三河入道。官職は式部丞、式部大夫、三河守。上総武田氏の真里谷武田家当主。真里谷城主。

## 略歴
真里谷武田家は上総武田氏の一家で、長南（庁南）武田家とは武田信長を祖とする同族である。信勝は信長の曾孫にあたる。
真里谷信興の子として誕生。父・信興の没年は永正8年（1511年）であると伝わるが、それ以前から信勝が当主として活動している。
同族の武田宗信（庁南家）と共に三上氏や原氏と抗争した。千葉氏の後ろ盾を持つ原氏と対抗するため、永正14年（1517年）に2代古河公方・足利政氏の子である空然を擁立し、原氏の居城である小弓城を奪取し、城主の原胤隆や一族の原友胤・原虎胤父子を追放した。空然は還俗し足利義明と名乗り、小弓公方を称した。その後3代古河公方・足利高基が攻め寄せてくるとこれと戦った。
以上の小弓公方擁立事件の際の真里谷武田家の中心人物は信勝とも子の信清であったともされている。